# Spoorlijn Chur–Arosa
De Chur–Arosa-Bahn (afgekort ChA) is een spoorlijn tussen Chur en Arosa in het Zwitserse kanton Graubünden.

## Historie
In 1912 begonnen de werkzaamheden aan de bruggen en viaducten van Chur naar Arosa. De ChA werd in 1914 werd geopend. In tegenstelling tot de Berninabahn was de ChA vanaf het begin van de exploitatie succesvol. Door de crisisjaren en de toenemende concurrentie van auto’s kwam ook dit bedrijf in moeilijkheden en fuseerde in 1950 met de Rhätische Bahn.

## Spoorlijn
Het traject van de ChA begint op het Churer Bahnhofplatz en door de stad als tramlijn. Het meest in het oog springende bouwwerk is het Langwieser Viaduct bij Langwies. Het duurt ruim een uur om het 26 km lange traject af te leggen.
Het station in Chur en de omgeving hebben een ingrijpende modernisering ondergaan. Het busstation voor postbussen is op een viaduct boven de sporen en voor de Chur–Arosa-Bahn is op de Bahnhofplatz een nieuw station aangelegd.

## Elektrische tractie
De Chur–Arosa-Bahn had vanaf het begin in 1914 elektrische tractie met 2400 volt gelijkspanning. In 1997 is dit gewijzigd in 11.000 volt wisselspanning, 16⅔ Hz.

## Externe link

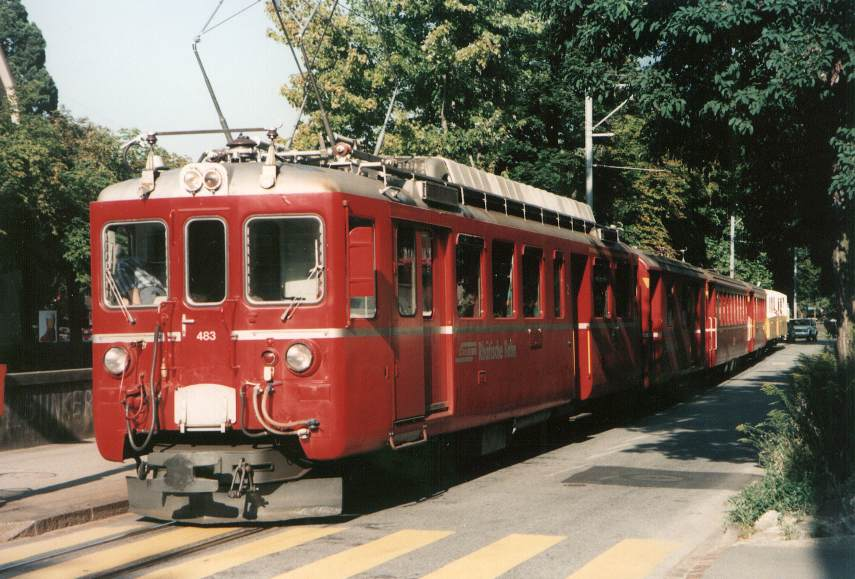
Chur–Arosa-Bahn op het straatspoor in Chur